# 中国人民解放军驻厂军事代表
中国人民解放军驻厂军事代表，简称“军代表”，是中国人民解放军的一项制度，指由军队向武器装备承制单位派出代表，对装备合同的履行情况实施监督，对交付的装备进行检验和验收。

## 历史
军代表制度建立于20世纪50年代。1950年1月，根据中国人民解放军总后勤部、重工业部、东北人民政府军工部共同签订的第一个军工生产合同规定，总后勤部军械部于4月首次派出24名干部担任驻东北、华北、华东地区兵工厂的检验代表，负责监督工厂履行订货合同和进行产品的检验验收。1950年12月，总后勤部颁布了《军工生产驻厂检验代表工作条例（草案）》，统一了驻厂检验代表的编制体制，明确了其工作任务，“并在兵器工业的部分企业派出驻厂检验代表，设军事代表室，进行成品验收工作”。1951年，驻厂检验代表工作在兵器工业企业中全面推行。1951年4月，“中央军委和政务院在《关于航空工业建设的决定》中提出：为提高生产质量，使生产合乎作战、训练要求之规格，航空工业局应成立检验机构，空军司令部则成立验收机构，今后凡航空工厂所承制、承修、承配之各种机件，必须经过检验机构与验收机构检查认为合格后，始能办理交接手续”。1951年9月27日，中央重工业部航空工业局致函空军，正式提出了派代表驻厂的要求，空军采纳了航空工业局的意见。1952年5月，空军与航空工业局联合下发通知，明确“军事代表是同工厂厂长为平行之执政机关之负责人”，并就双方的工作关系做了具体规定。“空军又相继抽调了与工厂领导职务大体相当的7名干部到工厂担任总军事代表工作”。1953年9月，“军委军械部召开全军检验代表会议，决定将驻厂检验代表改为军事代表”，并制定了《区域军事代表暂行条例》及《驻厂军事代表暂行工作条例》。1953年12月，“政务院、中央军委决定，在军工企业中全面实行军代表验收产品的制度”。1954年7月，解放军正式建立军代表制度。
1955年5月20日至30日，“总军械部在北京召开军事代表会议”，总结交流工作经验，研究部署今后的工作。总军械部首席顾问沙夫钦科报告了关于制定军事代表条例的问题。1956年1月20日总军械部党委会议研究起草了《目前军械工作存在的问题及对今后工作的意见》呈报中央军委，提出目前兵工生产工作与军代表工作中存在着一些严重问题，必须充实军代表的力量。1956年2月4日，中央军委批复了总军械部的报告。此后，军代表人数迅速增加，监督范围进一步扩大，从技术资料的制定到更改，从原材料入厂化验、工艺过程到成品验收，从清洁卫生到财务成本进行了全面监督。
1956年12月6日，海军司令部、第一机械工业部联合下发了《海军舰船监造军事代表工作试行条例（草案）》，对海军军代表的任务、职责及工厂的职责做了规定。
1960年1月，中共中央批准成立了中共中央军委国防工业委员会（国防工委），中央军委副主席贺龙担任主任，决定采取坚决措施，整顿军工产品质量。1960年11月25日至1961年1月7日，国防工委在北京召开三级干部会议，中心议题就是整顿军工产品质量。针对军代表与工厂的矛盾，聂荣臻会上发言指出：“军代表驻厂工作，也是为了保证军品质量，这本来是一致的，只要工厂生产注意质量，产品良好合格，矛盾从何而来呢？事实证明，哪一个厂哪一个时候重视产品质量，这时工厂与军代表的矛盾就比较少或者完全一致。而近几年来工厂越来越不注意质量，废品率越来越高，当然双方的不同意见就越来越多。如果说的是这种矛盾，我看倒是很必要的，是好事情”“有军代表这一个检验质量的关口，对国防工业只有好处，没有坏处”“军代表对产品的监督制度以及工厂中各项专门的和群众性的监督检验制度，必须尽快地建立、健全和认真执行。现行的军代表工作条例要重新修订。”凡是为军工厂生产材料和协作件的工厂“要坚决贯彻军工产品质量第一的方针，主要的工厂要派军代表驻厂检验，使材料和协作件的质量能够得到保证”。1961年11月25日，中共中央、国务院发出《关于颁布实行中国人民解放军驻厂军事代表暂行条例的通知》，适用于一切派驻有军代表的工矿企业，条例明确了军代表的任务、领导关系、业务范围以及工作中必须遵守的原则等，对军代表在军用产品订货、验收等任务中的职责、权限、与工厂的关系等方面做了规定。1964年10月13日，中共中央、国务院颁发《中国人民解放军驻厂军事代表工作条例》，明确了军代表的工作原则、基本任务、检验与验收、监督检查、领导关系、组织机构、工作方法等。
1965年10月国防工业工作会议通过的《关于小三线建设工作中若干具体问题的暂行规定》指出：地方军工厂原则上不设军代表，军工产品验收由工厂负责。1968年国务院国防工办给中央建议，地方军工厂的军工产品验收由军队负责，派驻军代表。此后，小三线军工厂开始实行军事代表制度。
1970年1月，军委办事组决定取消驻厂军事代表制度，改设订货联络小组或验收组，军事代表改称联络员，只负责产品验收。1971年6月，当时负责国防工业管理的军事办事组组长黄永胜在国防工业会议上指出：“军工产品质量问题已成为生产中的一个突出问题。近年来，飞机、坦克、舰艇、电台、步枪、炮弹等重要的军事装备都程度不同出了质量问题，有的工厂连续发生重大质量事故，成批的产品报废返修。”“有的援外产品，东西已经给了人家，还要发电报说明质量不好，还要道歉。”1972年4月，驻厂军事代表制度在中央领导同志的过问下得到恢复。的主要职责是按照国家批准的产品图纸、技术条件和统一的条例、制度进行产品验收；而对于质量监督职能，军代表要在工厂党委一元化领导下，当好“参谋”而不是“监督”的角色。
1975年11月1日发布《关于取销驻厂军事代表制度颁发军工产品交接若干问题暂行规定的通知》，决定取消军事代表制度，军工产品质量由生产部门和工厂党委完全负责。
1977年3月15日国家计委发出《关于开展产品质量大检查，切实抓好产品质量工作》的通知。1977年8月23日，刚刚恢复工作的邓小平在军委座谈会上指出：“装备就是要求质量，要设军代表，要派好的。”1977年10月22日，国务院、中央军委发布《关于恢复驻厂军事代表制度的通知》，决定恢复中国人民解放军驻厂军事代表制度：

由于“四人帮”的严重干扰破坏，企业管理混乱，生产纪律松弛，当前国防工业产品质量问题很多。军工产品质量的好坏，直接关系到战争胜负和国家安危，必须认真整顿好。为了确保军工产品质量，以保障战备，现决定撤销一九七五年十一月一日发出的《关于取销驻厂军事代表制度颁发军工产品交接若干问题暂行规定的通知》，恢复中国人民解放军驻厂军事代表制度。

　　一、凡驻厂军事代表未撤离原工厂者，仍继续认真进行军代表工作；对已改变为订贷机构者，应即恢复军代表机构进行工作；对需要新建立军代表机构者，应根据有关工厂的具体情况，调配必要的得力人员迅速建立，履行职责。

　　

　　二、在未颁发新的驻厂军事代表工作条例前，各单位仍暂按中共中央、国务院一九六四年十月十三日颁布的《中国人民解放军驻厂军事代表工作条例》执行。在执行中有何修改意见，望按系统于十一月中旬前上报。

　　

　　三、为了加强战备观念，牢固树立军工产品质量第一的思想，在更好地发挥驻厂军事代表作用的同时，各工业企业单位，应认真建立健全检验制度，加强检验工作。驻厂军事代表室应在厂党委统一领导下， 加强团结， 改进作风，大力协同，搞好军工生产和产品质量，全面完成国家计划。

1977年11月国务院国防工办发出《关于大力整顿国防工业产品质量的通知》。
1978年，总参谋部批准驻厂军事代表室正式列编。
1989年9月26日，国务院、中央军委颁发了新的《中国人民解放军驻厂军事代表工作条例》，规定军队驻厂军事代表的工作任务、组织机构、职责和工作关系，以及对产品质量的检验、验收和质量监督的条例。